# The Rebbels
The Rebbels waren die erste und einzige Koblenzer Sixties Band, die einen Schallplattenvertrag bei einer Majorfirma erhielt. The Rebbels gingen direkt aus The Gitarmen (1961/1962) und The Dogs (1962–1964) hervor. Gegründet wurde die Band von Peter Kiefer und Bernd Krafczyk. Das doppelte b (anstatt Rebels) sollte bewusst das „Abweichlerische“ untermauern.
1964 tourten The Rebbels über mehrere Monate in Griechenland. Unter anderem hatten sie feste Engagements in Athen und Thessaloniki. Hier trafen sie auch auf die griechische Nr. 1, The Forminx. Zwischen beiden Formationen entstand eine langjährige Freundschaft. Kopf der Forminx war Evangelos Papathanassiou, später bekannt als Vangelis.
Zurück in Koblenz erhielten The Rebbels einen Schallplattenvertrag bei der Bellaphon in Frankfurt. Ihre erste Single Monkey Monkey / Goin'Back (Bellaphon BL 1030) wurde im November 1965 eingespielt. Der Song Monkey Monkey entwickelte sich zu einem Radiohit. In den Charts des Südwestfunks und des Hessischen Rundfunks (Frankfurter Schlager ABC), die durch Telefonvotings erstellt wurden, platzierte sich der „Affensong“ zeitweise gar vor den Beatles. Die Besetzung bestand zu dieser Zeit aus Giuseppe „Joseph“ Gallo (Schlagzeug), Peter Kiefer (Gesang, Gitarre), Bernd Krafczyk (Gitarre, Gesang), Rolf Hönig (Gitarre) und Bernd Loskill (Bass, Gesang). Im Sommer 1966 verließen Kiefer und Krafczyk aus persönlichen Gründen die Band.
Als Ersatz kam der Spanier Esteban Comas (Orgel, Gitarre, Gesang) hinzu. In dieser Besetzung wurde die zweite Single Round the World / This Can’t Go On (Bellaphon BL 1040) eingespielt. Gleichzeitig entstand die LP Beat Hits Vol. 3 (Bellaphon BVS 309), die zu einer Hälfte von den Rebbels und zur anderen Hälfte von den Jaguars eingespielt wurde. Im Sommer 1967 löste sich die Band auf.
Ihr Einfluss auf die Koblenzer Beatszene ist auch heute unbestritten.